# Markinch
Markinch ist eine Ortschaft in der schottischen Council Area Fife. Sie liegt rund neun Kilometer nördlich von Kirkcaldy und grenzt im Westen an Glenrothes an. Ein kurzes Stück südlich verläuft der Leven. Eine lokale Legende besagt, dass es sich bei der Anhöhe, auf der Markinch situiert ist, einst um eine Seeinsel gehandelt habe.

## Geschichte
Überlieferungen zufolge handelt es sich um einen frühchristlichen Standort des heutigen Schottlands. Drostan, ein Zögling oder Verwandter Columbans, soll dort im 6. Jahrhundert eine Kapelle errichtet haben. Bei dem frühesten schriftlichen Beleg handelt es sich um eine Eintragung im Register der St Andrews Priory, die zwischen 1034 und 1055 unter Malduin, Bischof von St Andrews, vorgenommen wurde. Der heute noch erhaltene Kirchturm der St Drostan’s Parish Church wurde um das Jahre 1200 errichtet.
Das historische Piktland war einst in sieben Regionen untergliedert. Überlieferungen zufolge war Markinch Hauptort der piktischen Region Fife. Im Mittelalter besaß es die Rechte eines Burgh of Barony. Wie auch am Standort des nordwestlich gelegenen heutigen Herrenhauses Balbirnie House, befand sich spätestens seit dem Spätmittelalter östlich, nahe Milton of Balgonie, mit Balgonie Castle ein Tower House. Bei dem heute deutlich größeren Glenrothes handelt es sich um eine Planstadt aus dem 20. Jahrhundert. Im Laufe des 19. Jahrhunderts entwickelte sich Markinch mit der Papier- und Textilherstellung. Des Weiteren wurde Kohle abgebaut.
Bei Zensuserhebung 2011 lebten in Markinch 2398 Personen. Damit ist die Einwohnerzahl seit 1951 nur geringen Schwankungen unterlegen.

## Verkehr
Die A911 (Milnathort–Windygates) passiert die Ortschaft und bindet sie an das Fernstraßennetz an. Ein kurzes Stück westlich verläuft die A92 (Dunfermline–Stonehaven). Bereits im 19. Jahrhundert erhielt Markinch einen eigenen Bahnhof entlang der Bahnstrecke Edinburgh–Aberdeen. Dieser wird bis heute betrieben.